# 불변자본
불변 자본(不變資本)은 마르크스 경제학에 있어서 자본 가치는 생산수단 구입 부분 c와 노동력에 대한 임금 부분 v로 이루어진다. c는 기계·설비 등의 노동수단 및 원자재 부분으로서 이것들은 생산 과정을 통하여 자기의 가치를 그대로 생산물에 이전하는 것에 지나지 않으므로 불변자본이라 부른다. 이 경우 노동수단은 그 존속 기간에 걸쳐 부분적으로, 또 원자재는 1회 생산과정에서 전체적으로 그 가치를 생산물에 이전한다. v의 노동력 부분은 생산 과정에서 스스로의 가치 이상의 가치, 즉 잉여가치 m을 창조한다. 이처럼 가치를 증식하는 v는 가변자본이라 불린다.
가변자본'을 구체적으로 들여다보면 노동자가 자신의 노동력을 재생산하기 위해 사용자로부터 받는 임금과 그외 노동자의 잉여노동에 의해 잉여가치로 구분되는데 이러한 잉여가치는 순환하여 이윤이라는 형태로 자본가에게 돌아간다.

## 같이 보기
- 자본 축적
- 분업화
- 생산요소
- 자본의 유기적 구성
- 잉여가치
- 카를 마르크스